# خنك العظم (رأس أومليل)
خنك العظم هي إحدى مشيخات المملكة المغربية، تتبع جغرافيا لإقليم كلميم وإداريًا لرأس أومليل. يقدر عدد سكانها بـ 412 نسمة حسب الإحصاء الرسمي للسكان والسكنى لسنة 2004.